# Aimar Oroz
Aimar Oroz, né le 27 novembre 2001 à Pampelune en Espagne, est un footballeur espagnol qui évolue au poste de milieu offensif au CA Osasuna.

## Biographie

### En club
Né à Pampelune en Espagne, Aimar Oroz est formé par le CA Osasuna. Après être passé dans toutes les équipes de jeunes jusqu'à la réserve, Aimar Oroz est intégré à l'équipe première. Le 30 mai 2018, il prolonge son contrat jusqu'en 2020, avec en option deux saisons supplémentaires.
Il joue son premier match avec l'équipe première le 31 mai 2019, face au Córdoba CF lors de la saison 2018-2019 de deuxième division espagnole. Il entre en jeu à la place de Rubén García et son équipe l'emporte par trois buts à deux.
Oroz fait sa première apparition en Liga le 19 juillet 2020, lors de la dernière journée de la saison 2019-2020 face au RCD Majorque. Il entre en jeu à la place d'Adrián López lors de cette rencontre où les deux équipes se neutralisent (2-2).

### En sélection
Le 16 septembre 2021, Aimar Oroz est récompensé de son début de saison avec le CA Osasuna en étant convoqué pour la première fois avec l'équipe d'Espagne espoirs. Touché à la cheville, Oroz doit finalement déclarer forfait pour ce rassemblement. Il est alors remplacé par Beñat Turrientes.
Oroz fait finalement ses débuts avec les espoirs le 18 novembre 2022, lors d'un match amical contre le Japon. Il entre en jeu à la place de Rodri et son équipe s'impose par deux buts à zéro. Il marque son premier but avec les espoirs le 13 juin 2023 contre le Mexique, permettant à son équipe d'égaliser (1-1 score final).